# 黄兴南路步行商业街
黄兴路步行商业街指位于湖南长沙市天心区一条核心商业街。该街区地处黄兴路南段，北起司门口，南至南门口，全长830米左右，街面约宽24米，包括近万平方米的黄兴广场，总商业面积25万平方米，是集娱乐、文化、购物、餐饮、休闲及旅游等多功能于一体的综合性场所。

## 由来
黄兴路原名南正街，原为古代长沙从南门进城的正街，也是古善化县城的南北走向的主街。1932年南正街扩为17米宽的马路，次年竣工后改名南正路。1934年，为纪念身为长沙人的民国元勋黄兴，南正街改名黄兴路。

## 位置

### 周边交通
地处繁华地段，交通十分繁忙。旁边的解放西路是一条单行线、交通燈系统缺损等弊病，造成步行街路口时常拥堵不堪，而地铁一号线的修建亦使得步行街的交通状况更加不堪重负，走路比车快，行人也时常受到惊吓。而有批评指出交通警察不作为，不对该地区频繁的各种违章现象作出有力管理、惩罚；不及时修复损坏的路口行人信号灯系统；不就目前的混乱状况作出任何实效性的改造等。对交通混乱颇有怨言的是公共巴士司机和普通市民。值得注意的是，交警的执勤岗亭就在街口。

## 街头点缀

### 铜像
黄兴路步行商业街有名的点缀就是《老长沙》系列铜雕，总共有10尊，分别是：《童趣》、《纳凉》、《卖臭豆腐》、《吃臭豆腐》、《打酱油》、《修鞋》、《抢刀磨剪》、《补锅》、《剃头挖耳》、《看西洋景》。这些作品是由长沙市华美雕塑有限公司制作的。

## 商业
除了步行街内各式的国内国际各品牌专卖店之外，步行街还紧邻坡子街民俗小吃一条街，可以就近尝遍天下美味；步行街的岔口小巷内更是有不计其数的长沙特色餐馆和小商品商店、摊贩（如晏家塘），更加吸引了人气。

### 大型商场
- 悅薈
- 悅方id

## 荣誉
- 黄兴路步行商业街曾获于2005年3月得由中共长沙市委宣传部、长沙市文化局所颁发的《长沙市广场文化活动——十佳文化广场》荣誉称号。
- 同时，黄兴路步行商业街还获得了由中共长沙市委宣传部、商务局、物价局、工商行政管理局、质量技术监督局、食品药品监督管理局共同颁发的《长沙市“百城万店无假货”活动示范街》荣誉称号。

## 游人毁坏
由于雕塑存放于公共场合，加上黄兴路步行商业街客流量大，因此很容易导致一些展览品被破坏的情况发生。目前，黄兴路步行商业街的物业管理部门采取了大量的修补措施，但是收效甚微。

## 交通
已于2016年6月28日通车的长沙地铁1号线下穿整条步行街，设黄兴广场站，车站位于步行街北段正下方，朝北朝南各有一个出口。
在2018年9月中旬，黄兴广场解放西路方向添加了人行道，以前只能走地下通道才能从五一广场走到黄兴广场现在可以从地面通行

黄兴广场解放西路改良后的斑马线